# Ernst Bresslau
Ernst Bresslau (* 10. Juli 1877 in Berlin; † 9. Mai 1935 in São Paulo) war ein deutscher Zoologe und Professor an der Universität zu Köln.

## Leben
Ernst Ludwig Bresslau wurde am 10. Juli 1877 in Berlin geboren. Sein Vater Harry Bresslau, ein nationalliberaler Jude, wurde später Professor für mittelalterliche Geschichte an der Universität Straßburg. Seine Mutter war Carolina „Carry“ Isay (1853–1941). Obwohl einer jüdischen Familie entstammend, wurde Ernst Bresslau evangelisch getauft.
Ernst Bresslau studierte Medizin an den Universitäten Straßburg und München. Während seines Studiums wurde er Mitglied des Studentengesangvereins Arion Straßburg im Sondershäuser Verband. Zu seinem Freundeskreis in dieser Zeit gehörten Albert Schweitzer, der dann Bresslaus Schwester Helene heiratete, und Elly Knapp, die spätere Ehefrau von Theodor Heuss. Noch vor Abschluss seines Studiums bearbeitete Bresslau eine Preisaufgabe der Mathematischen und Naturwissenschaftlichen Fakultät der Universität Straßburg, gestellt von dem Zoologen Alexander Goette. Sie hatte das Thema Die Entwicklungsgeschichte der Rhabdocoelen (Untergattung der Strudelwürmer). Bresslaus  erste wissenschaftliche Arbeit wurde preisgekrönt. Zum Abschluss seines Studiums promovierte Bresslau 1901 bei dem Anatomen Gustav Albert Schwalbe mit einer Arbeit Beiträge zur Entwicklungsgeschichte der Mammaorgane der Beuteltiere zum Dr. med. In der Folgezeit wurde Bresslau von Goette als wissenschaftlicher Assistent am Zoologischen Institut angestellt. Er setzte seine Forschungen über Rhabdocoelen fort und konnte sich bereits 1903 habilitieren. 1908 heiratete er Louise Hoff, die Tochter des Straßburger Kaufmanns Carl Ernst Hoff. Der Ehe entstammten vier Kinder.
1909 wurde Bresslau der Titel Professor verliehen. Auch seine Forschungen über die Mammaorgane der Beuteltiere setzte er fort. Richard Wolfgang Semon (Professor an der Universität Jena), der große zoologische Forschungsreisen in Australien und im Malayischen Archipel unternommen hatte, beteiligte ihn nun an seinen Untersuchungen über Beuteltiere, da Bresslau sich ja bereits in seiner Doktorarbeit mit diesem Thema befasst hatte. So wurde er 1913 an die University of London zu einer Vortragsreihe The Development of the Mammary Apparatus of the Mammalia eingeladen und erhielt außerdem im selben Jahr (wegen dieser Forschungsarbeiten) auf dem 9. Internationalen Zoologen-Kongress den Prix de sa Majesté l’Empereur Nicolas II. 1913/14 unternahm Bresslau selbst eine größere zoologische Forschungsreise nach Südamerika. Diese Forschungsreise wurde ganz entscheidend von Semon angeregt, da neben Australien allein dort Beuteltiere vorkommen. Bresslau benutzte diese Reise aber auch dazu, anderes umfangreiches Forschungsmaterial nach Deutschland zu bringen.
Allerdings wurde die Heimkehr nach Deutschland durch den Ausbruch des Ersten Weltkrieges überschattet. Das Passagierschiff, mit dem er von Brasilien nach Europa unterwegs war, wurde von der britischen Kriegsmarine aufgebracht und er wurde interniert. Seine baldige Freilassung verdankte er nur seinem medizinischen Doktortitel. Zurückgekehrt, wurde er sogleich zur Sanitätstruppe eingezogen. Nach der deutschen Niederlage wurde das Elsass wieder an Frankreich angegliedert und Bresslau die Rückkehr nach Straßburg verweigert. Auch sein Vater, Harry Bresslau, wurde von den Franzosen als „pangermaniste militant“ eingestuft und aus dem Elsass ausgewiesen. Ernst Bresslaus Ehefrau und seine Kinder erhielten umgekehrt keine Ausreisebewilligung nach Deutschland.
Ernst Bresslau sah sich nun in dem Chaos der Nachkriegszeit als arbeitsloser Professor ohne Perspektive, bis ihm Wilhelm Kolle, Nachfolger Paul Ehrlichs als Direktor des Staatsinstituts für experimentelle Therapie in Frankfurt/M. (heute Paul-Ehrlich-Institut), eine neue Anstellung bot. Mit diesem Institut verbunden war das Chemotherapeutische Forschungsinstitut Georg-Speyer-Haus, das durch Stiftungsgelder entstanden war. Hier erhielt Bresslau eine Anstellung als Leiter der Zoologischen Abteilung. Er begann hier ein für ihn neues Forschungsgebiet, die Untersuchung der Infusorien, angeregt durch die Zielsetzung des Instituts.
1925 wurde Bresslau an die Universität zu Köln berufen, die auf Betreiben des Kölner Oberbürgermeisters Konrad Adenauer von der Stadt Köln nach dem Ersten Weltkrieg neu gegründet worden war. Er wurde der erste Professor für Zoologie an der Universität und musste das Zoologische Institut erst aufbauen. Nach anfänglicher provisorischer Unterbringung wurde 1930 in dem ehemaligen Volksgarten-Restaurant am Eifelplatz durch Umbau des Gebäudes ein Zoologisches Institut errichtet (im Zweiten Weltkrieg zerstört). Hier zog Bresslau einen Mitarbeiterstamm heran, arbeitete Vorlesungen und Praktika aus und begründete einen Forschungsbetrieb. Die Kölner Forschungsarbeiten schlossen sich hauptsächlich an die drei beschriebenen Hauptarbeitsgebiete an.
Durch das Gesetz zur Wiederherstellung des Berufsbeamtentums vom 7. April 1933 der neuen nationalsozialistischen Regierung wurde Bresslau als Jude aus dem Staatsdienst entlassen. War er 1918 den Franzosen „zu deutsch“, war er jetzt den Nationalsozialisten „nicht deutsch genug“. Wieder stand Bresslau beschäftigungslos und ohne Zukunftsperspektive da. In dieser Notlage erreichte ihn ein Ruf an die neu errichtete Universität von São Paulo in Brasilien. Brasilien war das Land seiner Forschungsreisen gewesen, das war eine Aufgabe, die ihn lockte. Die in São Paulo bereits bestehenden Fakultäten für Rechtswissenschaften und für Medizin wurden damals um eine Philosophisch-Naturwissenschaftliche Fakultät erweitert und die Einrichtungen zu einer Universität vereint. Allerdings konnte kein Neubau für die Naturwissenschaften errichtet werden, Bresslau konnte jedoch mit seinem Zoologischen Institut in ein Gebäude der Medizinischen Fakultät aufgenommen werden. Er hielt seine Antrittsvorlesung A origen dos mamiferos bereits in portugiesischer Sprache. Im April 1935 schrieb Bresslau einen längeren Brief an seine Kollegen in Deutschland über seine bisherigen Erfahrungen in Brasilien. Doch bevor der Brief in Deutschland ankam, erlag er am 9. Mai 1935 einem Herzversagen.

## Wissenschaftliche Bedeutung
Bei der Betrachtung des wissenschaftlichen Lebenswerks Ernst Bresslaus stehen seine Forschungen zur Phylogenese der Säugetiere und der Beuteltiere an erster Stelle. Er konnte nachweisen, dass die Beuteltiere keine direkten Vorfahren der Säugetiere sind, sondern dass Säugetiere und Beuteltiere parallele Entwicklungen genommen haben. Ein zweiter großer Schwerpunkt lag auf der Entwicklungsgeschichte der Würmer, er gilt als Erstbeschreiber der Plattwurm-Ordnung der Seriata. Auch hier konnte Bresslau abschließende Ergebnisse vorlegen. Der dritte große Arbeitsbereich, die Erforschung der Infusorien, wurde von Bresslau mit wesentlichen Erkenntnissen bereichert.

## Veröffentlichungen
Ernst Bresslau verfasste 85 wissenschaftliche Veröffentlichungen, meist Aufsätze in wissenschaftlichen Fachzeitschriften. Hervorzuheben sind folgende Werke:
- Zoologisches Wörterbuch. Verfasst von E. Bresslau u a. Hrsg. von H. E. Ziegler. Jena 1909. 2. Aufl. 1912. 3. Aufl. 1927.
- Die Strudelwürmer (Turbellaria). Leipzig 1913 (= Monographien einheimischer Tiere 5) (gemeinsam mit Paul Steinmann).
- The Mammary Apparatus of the Mammalia in the Light of Ontogenesis and Phylogenesis. London 1920.
- Handbuchartikel für die Tabulae Biologicae (1927), das Handbuch für Zoologie (1928/1933), das Handwörterbuch der Naturwissenschaften (1932) und das Handbuch der biologischen Arbeitsmethoden (1936).

Eine vollständige Liste aller Veröffentlichungen enthält die Biographie von Valentin Wehefritz.